# Tadorne casarca
Tadorna ferruginea
Espèce
Synonymes
- Anas feruginea Pallas, 1764[1]
- Casarca casarca[2]
- Casarca ferruginea[1] [2]
- Tadorna ferruginea[2]

Statut de conservation UICN

 LC  : Préoccupation mineure
Le Tadorne casarca (Tadorna ferruginea) est une espèce d'oiseaux appartenant à la famille des anatidés.

## Description

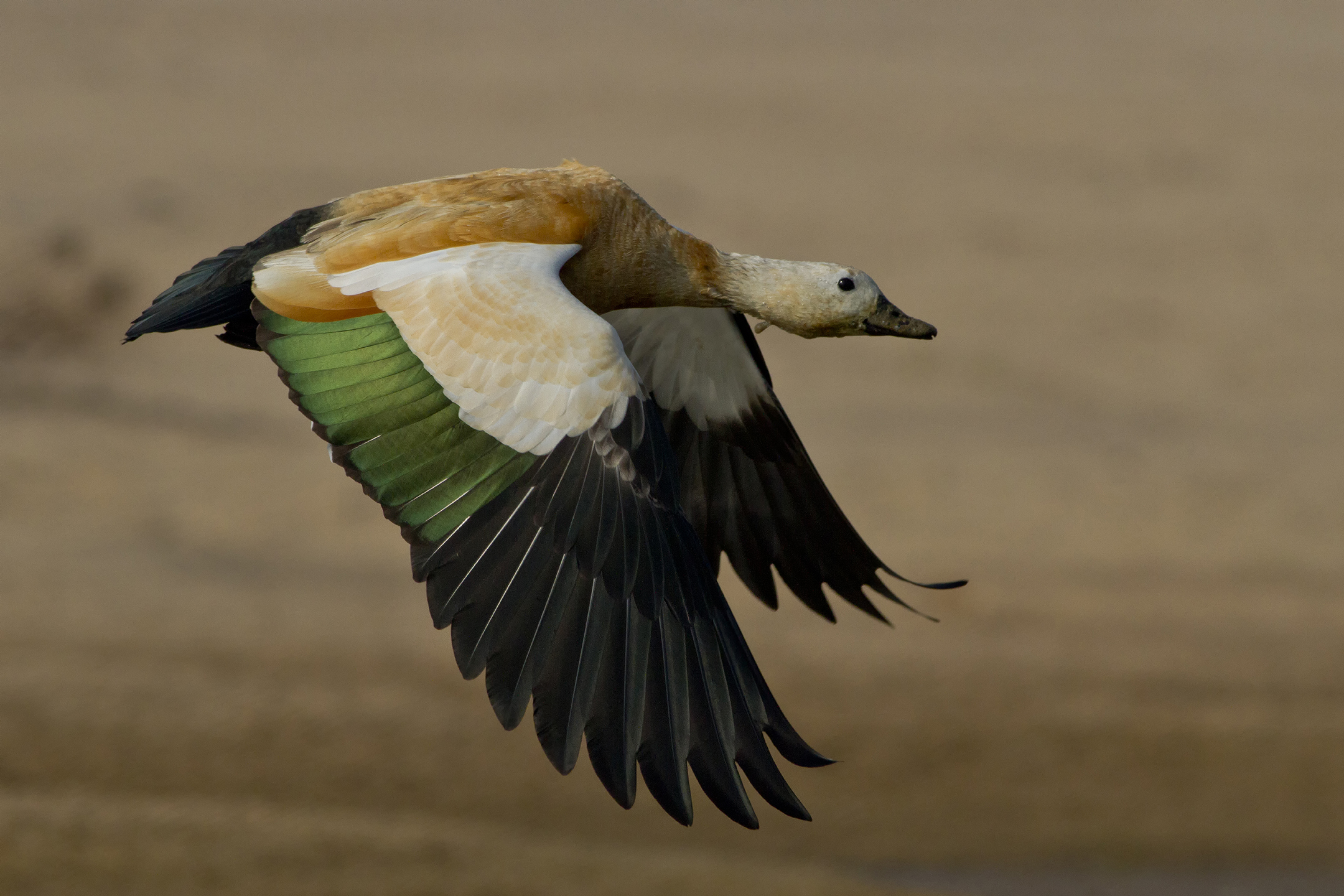

Il mesure entre 58 et 70 cm de longueur et de 110 à 135 cm d'envergure pour un poids de 1,2 à 1,6 kg. Le plumage est essentiellement roux, plus clair sur la tête. Les ailes sont noires avec un miroir vert. Le bec et la queue sont noirs.
La femelle se distingue du mâle par la zone blanche étendue entre le bec et l'œil et l'absence de collier noir.

## Aire de répartition
On rencontre le Tadorne casarca depuis la Roumanie et l'Ukraine jusqu'à la Chine et la Mongolie en passant par les steppes de l'Altaï, où il est appelé « canard rouge ». De petites populations isolées sont présentes au Maroc, Algérie et en Éthiopie.
L'espèce a été introduite en Europe de l'Ouest à des fins ornementales. Des individus échappés de captivité ont fini par former une petite population en Suisse, qui commence à s'étendre hors de ce pays et notamment dans l'Est de la France où l'espèce peut être observée.

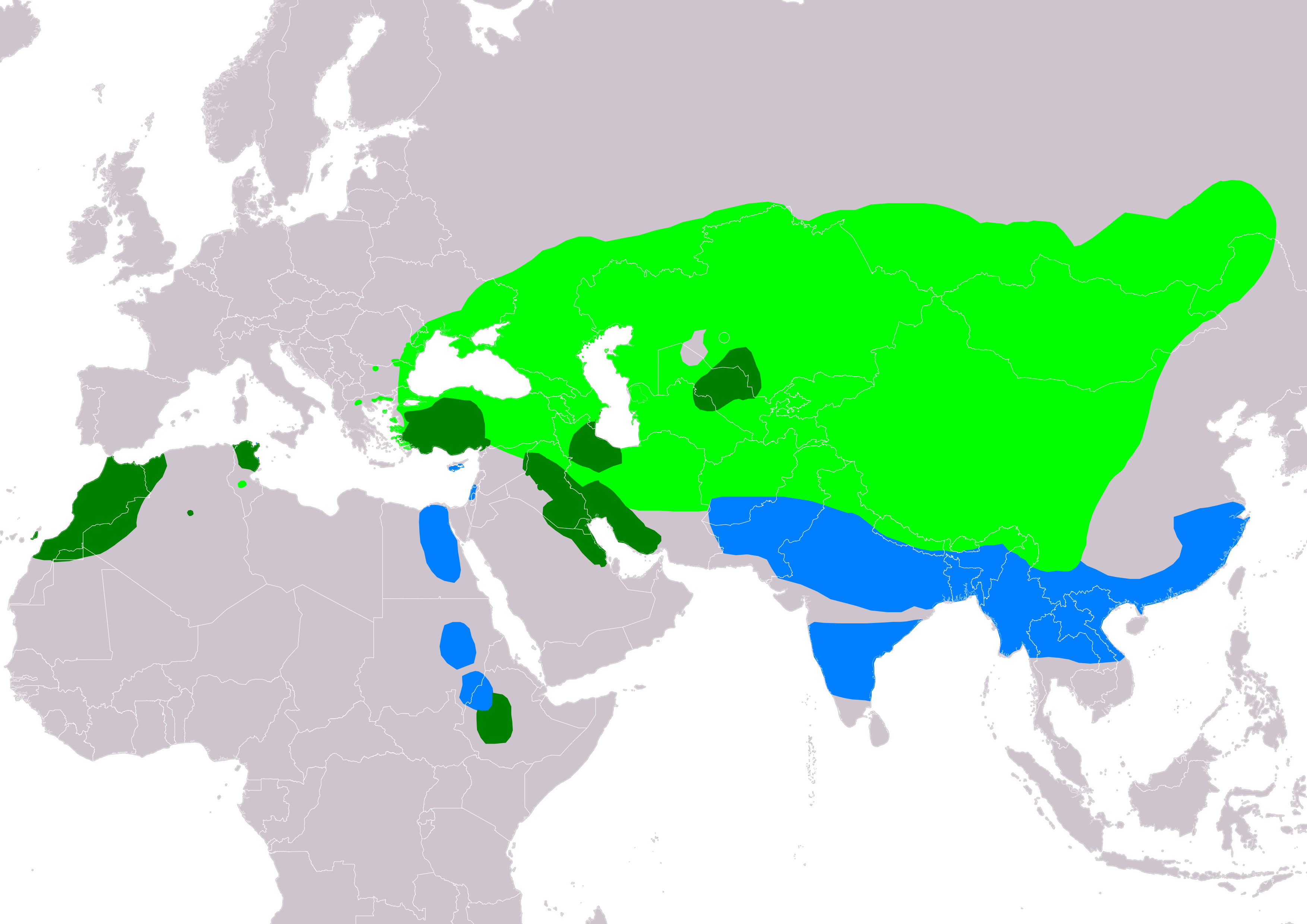

La plupart des oiseaux hivernent en Inde et dans le sud-est de l'Asie.

## Habitat
Le Tadorne casarca niche au bord des rivières et des lacs de steppe, il évite les lieux boisés.
L'espèce utilise des cavités pour nicher, notamment de terriers abandonnées dans son aire d'origine, mais aussi éventuellement des cavités d'arbres lorsqu'il y en a, jusqu'à une hauteur relativement importante. En Europe occidentale, elle entre ainsi théoriquement en concurrence avec des espèces indigènes comme l'Effraie des clochers, la Chouette hulotte ou le Faucon crécerelle, ce qui pourrait éventuellement en faire une menace pour ces espèces, mais cela est discuté car ces espèces fréquentent aussi les mêmes milieux que le tadorne casarca dans son aire d'origine en Europe de l'Est et y sont abondantes. C'est pour cette raison qu'en Suisse, elle est considérée comme une espèce invasive à éliminer.

## Biologie
Le Tadorne casarca vit en couples ou en petits groupes. Les couples sont fidèles et défendent un territoire durant la période de reproduction. Celle-ci a lieu entre avril et mai ; le nid est placé dans un terrier, un trou d'arbre ou une crevasse.
Le départ en migration a lieu au mois de septembre.
Le Tadorne casarca se nourrit en broutant ou en barbotant dans l'eau.

## Voix
Braiments sonores.

## Populations
La population mondiale est estimée entre 170 000 et 220 000 oiseaux. Les oiseaux du Maroc et d'Europe de l'Est sont menacés par la chasse.

## Galerie

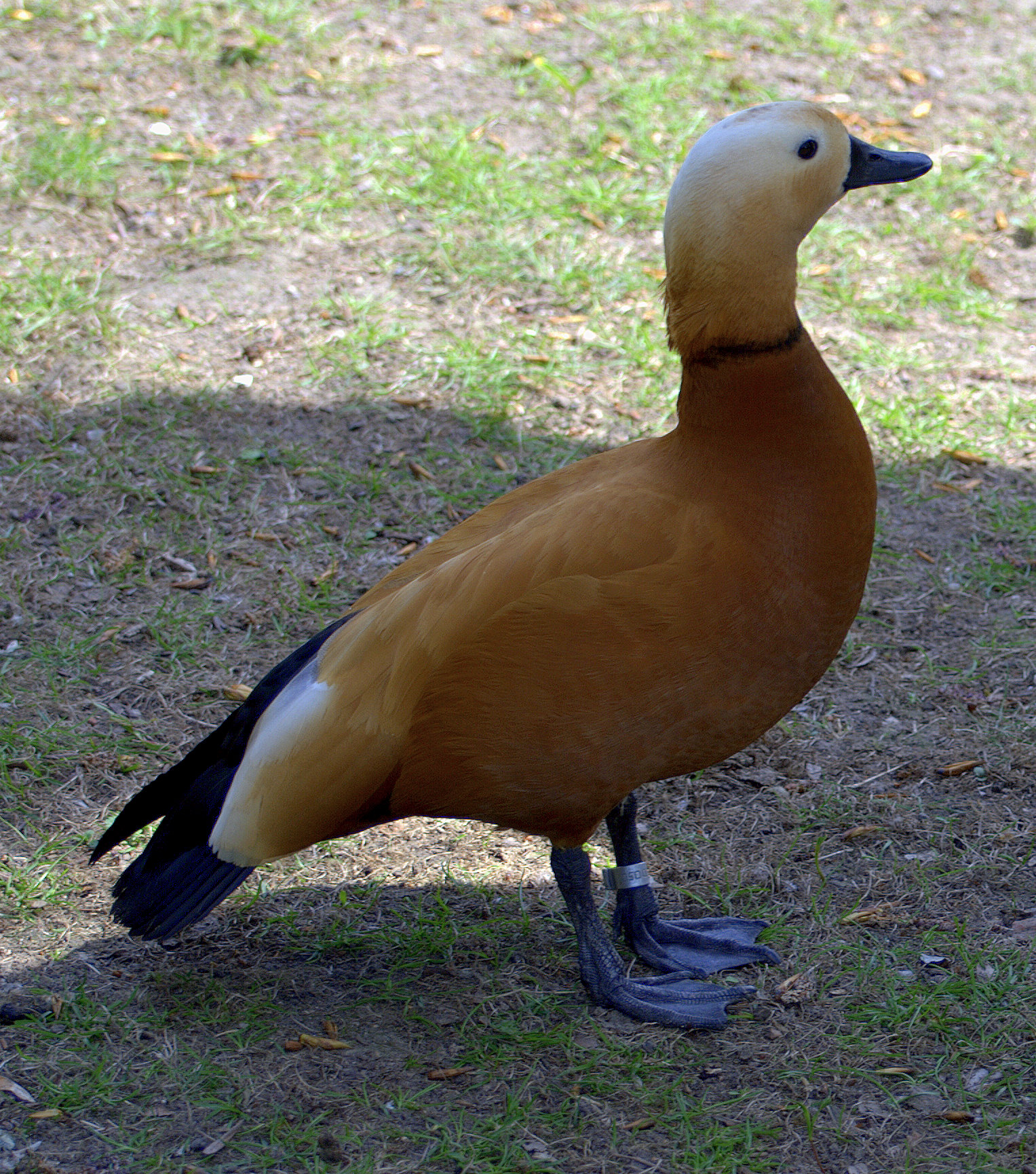
Tadorna ferruginea mâle
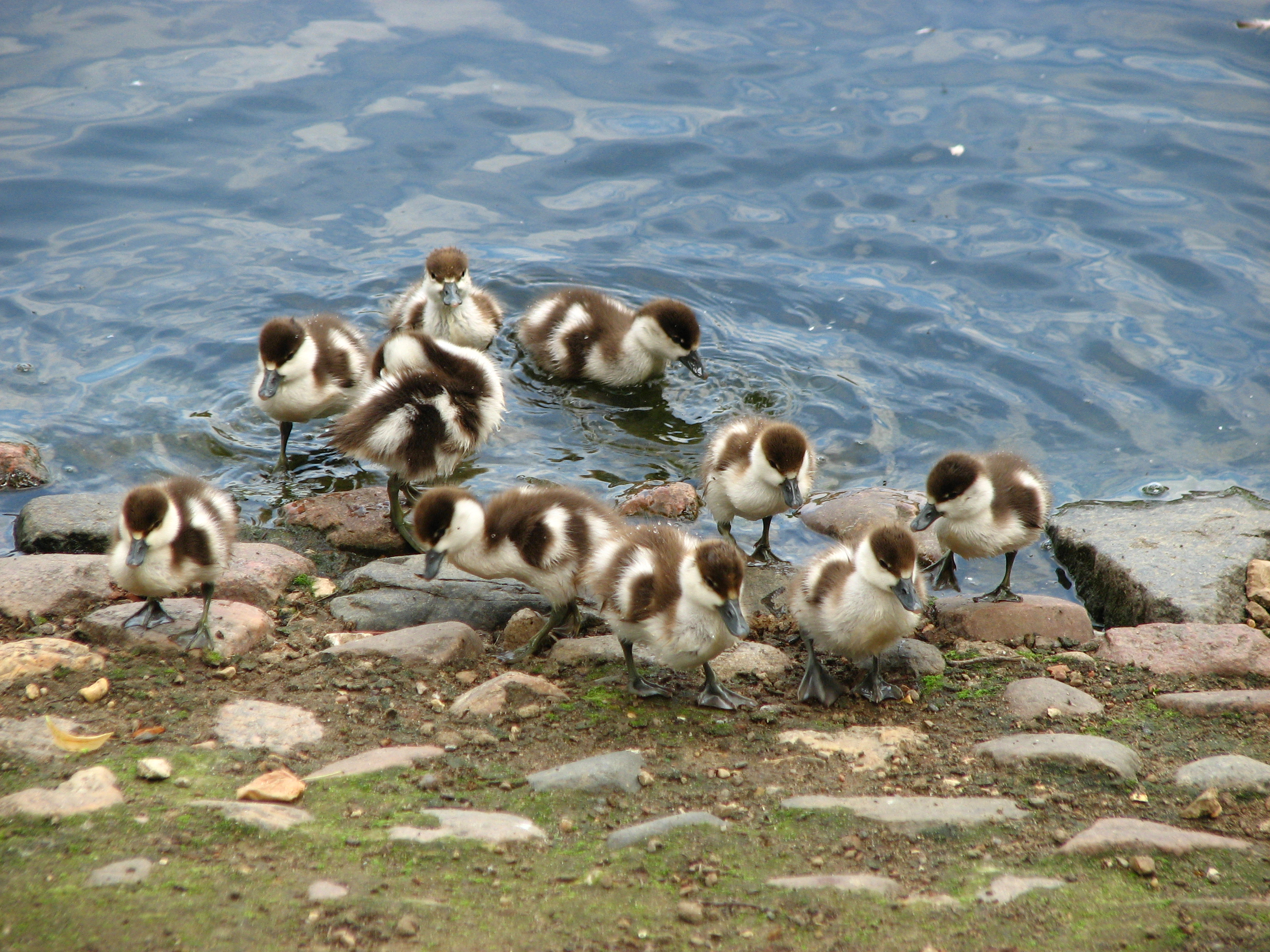
Canetons
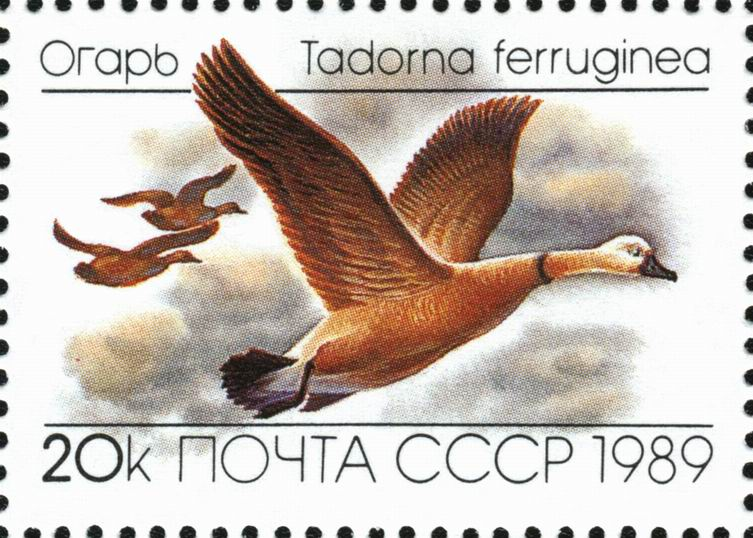
Timbre soviétique
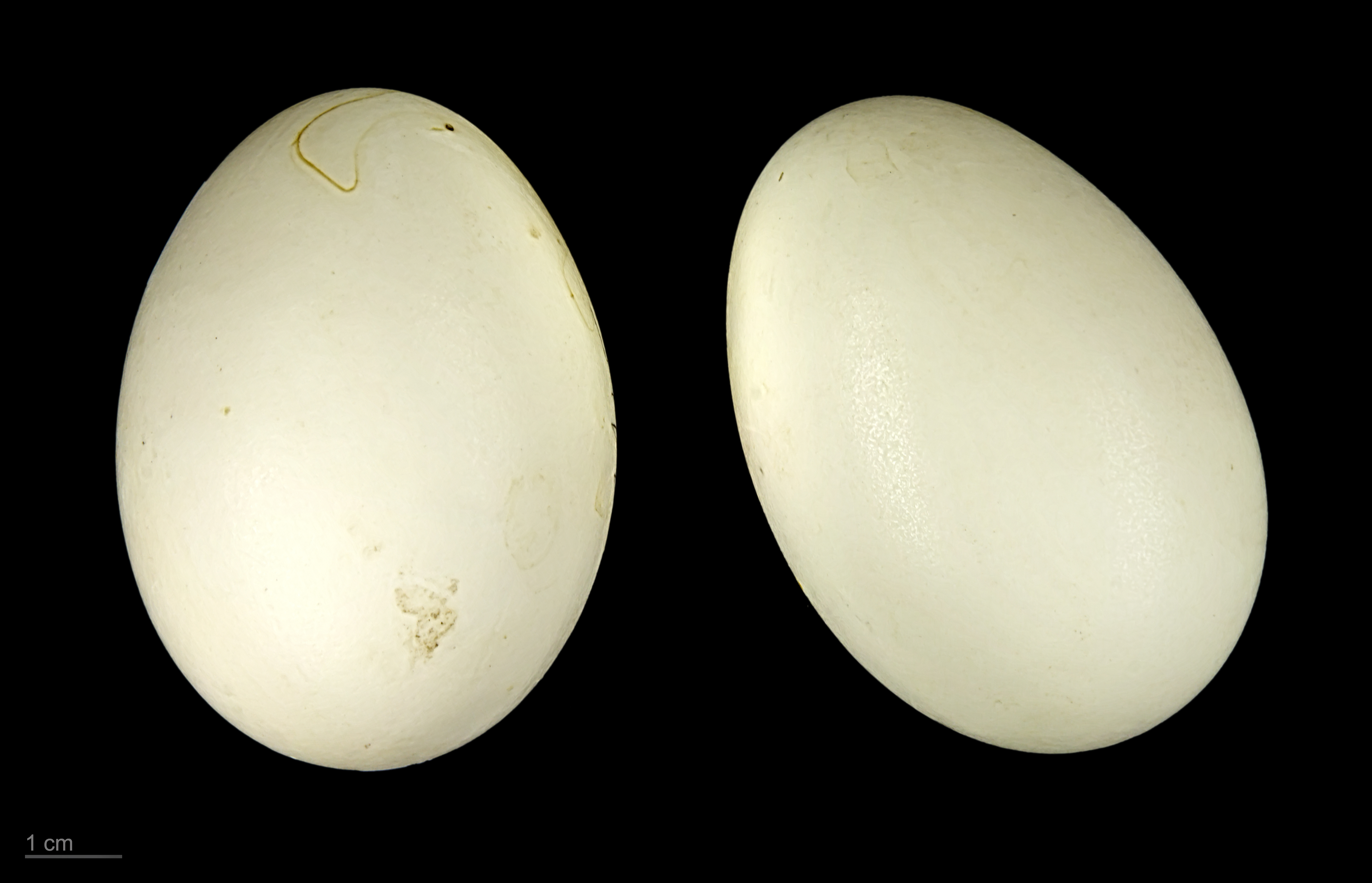
Tadorna ferruginea - MHNT